# Jójakín
Jójakín (hebrejsky: יְהוֹיָכִין‎, Jehojachin), v českých překladech Bible přepisováno též jako Joakin, Joachin či Jehojakin, byl z Davidovské dynastie v pořadí osmnáctý král samostatného Judského království. Jeho jméno se vykládá jako „Hospodin napřimuje“, „Hospodin podepírá“, případně „Hospodin připraví“. Byl znám také pod jménem Konjáš (hebrejsky: כָּנְיָהוּ‎, Konjahu), přepisováno též jako Koniáš, jež má tentýž význam jako předchozí, a také pod jménem Jekonjáš (hebrejsky: יְכָנְיָה‎, Jechonja, doslova „Upevňuje Hospodin“), přepisováno též jako Jekoniáš či Jechoniáš. Dle názoru moderních historiků a archeologů král Jójakín vládl v roce 597 př. n. l. Podle kroniky Davida Ganse by však jeho kralování mělo spadat do roku 3327 od stvoření světa neboli do rozmezí let 435–434 před naším letopočtem. Podle údajů v Knihách kronik kraloval v Jeruzalémě pouhé 3 měsíce a 10 dnů.
Jójakín byl synem krále Jójakíma a jeho ženy Nechušty, jež byla dcerou Elnátana z Jeruzaléma. Na judský trůn usedl ve svých 18 letech, přičemž zřejmě již od svých 8 let figuroval jako spoluvládce svého otce, ale stejně jako jeho otec se dopouštěl „toho, co je zlé v Hospodinových očích“. Za jeho samostatné vlády byl Jeruzalém obléhán babylónským vojskem. Poté, co k obléhanému městu dorazil i samotný král Nebúkadnesar, Jójakín „vyšel ke králi babylónskému, on i jeho matka, jeho služebníci, velitelé i dvořané.“ Nebúkadnesar vzal z města všechny cennější věci a zajal všechny obyvatele urozenějšího původu včetně krále Jójakína – ty odvedl do Babylónu. Mezitím Nebúkadnesar na judský trůn dosadil Jójakínova strýce Matanjáše, jemuž změnil jméno na Sidkijáš.
Ačkoliv měl Jójakín v Babylóně status zajatce, nalezené babylónské tabulky svědčí o tom, že dostával, on i jeho rodina, zaopatřovací příděly přímo od královského dvora. Po smrti Nebúkadnesara jeho nástupce Evíl-merodak dokonce Jójakínovi projevoval zvláštní přízeň.